# Erik Johan Stagnelius

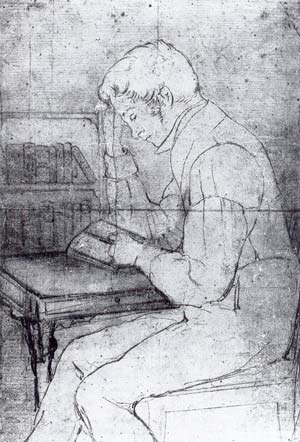
Erik Johan Stagnelius auf einer Zeichnung von L.G. Malmberg

Erik Johan Stagnelius (* 14. Oktober 1793 in Gärdslösa auf Öland; † 3. April 1823 in Stockholm) war ein schwedischer Dichter der Romantik.

## Leben
Der Sohn des Pfarrers und späteren Bischofs Magnus Stagnelius begann 1811 ein Theologiestudium an der Universität Lund, wechselte aber nach einem Jahr an die Universität Uppsala, an der er Jura studierte. Hier begann auch sein dichterisches Schaffen. Ab 1815 arbeitete er als Büroangestellter in Stockholm und lebte in ärmlichen Verhältnissen auf Södermalm.
Stagnelius gilt als Einzelgänger in der schwedischen Literatur, ohne Kontakt zu seinen Zeitgenossen. Die Mehrheit seiner Werke erschien postum. Stagnelius’ Dichtung ist oft dunkel und von schwierigem mystisch-philosophischem Gehalt. Dabei zeichnen sich seine Gedichte durch außerordentliche sprachliche Schönheit und Klangpracht und formale Vollendung aus. Der schwedische Literaturwissenschaftler Göran Hägg vertritt (in Den svenska litteraturhistorien, Stockholm 1996) die Ansicht, Stagnelius sei neben Carl Michael Bellman und Gustaf Fröding der einzige schwedische Dichter von Weltrang.
Stagnelius wurde auf dem Friedhof der St.-Maria-Magdalena-Kirche in Stockholm beigesetzt.

## Auszeichnung
Zweiter Preis der Svenska Akademien für das Gedicht Kvinnan i Norden (Die Frau im Norden) (1818)

## Werke
- Wladimir den Store (1817)
- Kvinnan i norden (1818)
- Liljor i Saron, Gedichtsammlung (1821–22)
- Bacchanterna eller fanatismen, Trauerspiel (1822)
- Samlade skrifter. Wiborg, Stockholm 1830–1833.
- Samlade skrifter I-V. Svenska Akademien, Stockholm 2011.

Übersetzungen
Seine Gesammelte Werke erschienen auf Deutsch von K. L. Kannegießer übersetzt in Leipzig bei Carl B. Lorck im Jahr 1851 in 6 Bänden (in einem Band) in der Skandinavischen Bibliothek (als deren 7. bis 12. Band). Die Bandfolge lautet: Band 1: Die Lilien in Saron. – Band 2: Wladimir der Große. Lehrgedichte. Elegieen. – Band 3: Sonette. Romanzen. Idyllen. Vermischte Schriften. – Band 4: Die Märtyrer. – Band 5: Der Ritterthurm. Albert und Julia. – Band 6: Die Bacchatinnen. Die Buhlerin in Rom. Die Eroberung von Ceuta.